# Johnny Cash/Auszeichnungen für Musikverkäufe

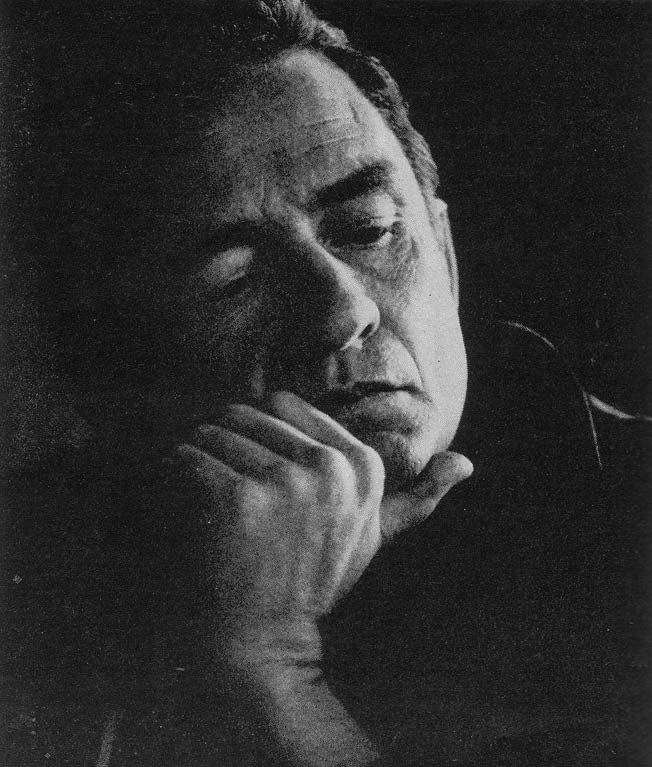
Johnny Cash (1969)

Dies ist eine Übersicht über die Auszeichnungen für Musikverkäufe des US-amerikanischen Country-Sängers Johnny Cash. Die Auszeichnungen finden sich nach ihrer Art (Gold, Platin usw.), nach Staaten getrennt in chronologischer Reihenfolge, geordnet sowie nach den Tonträgern selbst, ebenfalls in chronologischer Reihenfolge, getrennt nach Medium (Alben, Singles usw.), wieder.

## Auszeichnungen
| - Vereinigtes Königreich - 1976: für das Album I Walk the Line - 2013: für das Album The Legend Lives On - 2013: für das Album The Legendary - 2013: für das Album Folsom Prison Blues - 2013: für das Album American III: Solitary Man - 2013: für das Album American VI: Ain’t No Grave - 2013: für das Album The Man in Black – His Greatest Hits - 2013: für das Album American Recordings - 2014: für das Album Out Among the Stars - 2017: für das Album The Ultimate Collection - 2021: für das Album Johnny Cash and the Royal Philharmonic Orchestra - 2021: für die Single A Boy Named Sue - 2023: für die Single The Man Comes Around - 2023: für die Single Jackson - 2023: für die Single God's Gonna Cut You Down - Australien - 2006: für das Album The Legend of Johnny Cash - 2006: für das Videoalbum The Man in Black: His Early Years - 2008: für das Album The Very Best of Johnny Cash - Brasilien - 2024: für die Single Hurt - Dänemark - 2007: für das Album American V: A Hundred Highways - 2019: für die Single Hurt - Deutschland - 2010: für das Album American V: A Hundred Highways - 2018: für die Single Hurt - 2023: für das Album The Very Best of Johnny Cash - Irland - 2006: für das Album At Folsom Prison - 2006: für das Album At San Quentin - Italien - 2014: für das Album The Real Johnny Cash - 2018: für die Single Hurt - Kanada - 2004: für das Videoalbum Behind Prison Walls – Live 1977 - 2006: für das Videoalbum The Man, His Word, His Music - 2008: für das Album American V: A Hundred Highways - Neuseeland - 2006: für das Album Walk The Line – The Very Best of Johnny Cash - 2008: für das Videoalbum The Man in Black: Johnny Cash Live in Denmark - 2008: für das Videoalbum In Ireland - 2021: für die Single God's Gonna Cut You Down - 2024: für die Single Jackson - 2024: für die Single A Boy Named Sue - Norwegen - 2004: für das Album The Essential Johnny Cash - Schweden - 2004: für das Album American IV: The Man Comes Around - Schweiz - 2014: für das Album Out Among the Stars - Spanien - 2024: für die Single Hurt - Vereinigte Staaten - 1965: für das Album Ring of Fire - 1967: für das Album I Walk the Line - 1969: für die Single A Boy Named Sue - 1970: für das Album Hello, I’m Johnny Cash - 1971: für das Album The World of Johnny Cash - 1995: für das Album The Johnny Cash Show - 2004: für das Album Unearthed - 2005: für die Single Hurt - 2006: für das Album The Legend Lives On - 2006: für das Videoalbum The Man in Black: His Early Years - 2006: für das Album American V: A Hundred Highways - 2008: für das Videoalbum Gospel Music of Johnny Cash - 2010: für den Mastertone Ring of Fire - 2012: für das Album The Very Best of Johnny Cash - Vereinigtes Königreich - 1979: für das Album Collection - 2006: für das Album American V: A Hundred Highways - 2006: für das Album Walking The Line: The Legendary Sun Recordings - 2013: für das Album Walk The Line – The Very Best of Johnny Cash - 2013: für das Album Opus Collection - 2013: für das Album At Folsom Prison - 2013: für das Album At San Quentin - 2015: für das Album The Rebel - 2015: für das Album The Real Johnny Cash - 2018: für das Album The Essential Johnny Cash - 2021: für das Album At Folsom Prison / At San Quentin – The 2 Classic Prison Concerts - 2022: für die Single I Walk the Line - 2023: für die Single Folsom Prison Blues | - Australien - 2007: für das Album At San Quentin - Dänemark - 2020: für das Album American VI: Ain’t No Grave - Deutschland - 2010: für das Album American IV: The Man Comes Around - Europa - 2009: für das Album The Legend of Johnny Cash - 2010: für das Album American IV: The Man Comes Around - Irland - 2006: für das Album American V: A Hundred Highways - Kanada - 1979: für das Album At San Quentin - 1979: für das Album At Folsom Prison - 1979: für das Album Johnny Cash’s Greatest Hits - 2003: für das Album American IV: The Man Comes Around - 2006: für das Videoalbum Live at Montreux 1994 - Neuseeland - 2002: für das Album The Essential Johnny Cash - 2006: für das Album The Legend of Johnny Cash - 2008: für das Videoalbum At Folsom Prison: Legacy Edition - 2008: für das Videoalbum Live at Montreux 1994 - 2020: für die Single Ring of Fire - 2021: für die Single I Walk the Line - 2022: für die Single Folsom Prison Blues - Schweden - 1976: für das Album At San Quentin - Vereinigte Staaten - 1995: für das Album The Johnny Cash Collection: Greatest Hits Volume II - 2000: für das Album Highwayman - 2003: für das Album Greatest Hits, Vol. 2 - 2003: für das Album Super Hits - 2003: für das Album American IV: The Man Comes Around - 2007: für das Videoalbum Live from Austin Texas - 2008: für das Videoalbum The Best of The Johnny Cash Show - Vereinigtes Königreich - 2013: für das Videoalbum The Man in Black: Johnny Cash Live in Denmark - 2013: für das Album American IV: The Man Comes Around - 2022: für die Single Ring of Fire | - Australien - 2008: für das Videoalbum Live at Montreux 1994 - Kanada - 2007: für das Videoalbum Live from Austin Texas - 2025: für das Album The Essential Johnny Cash - Neuseeland - 2021: für die Single Hurt - Vereinigte Staaten - 1986: für das Album Johnny Cash’s Greatest Hits - 2003: für die Videosingle Hurt - 2005: für das Album 16 Biggest Hits - 2006: für das Album The Legend of Johnny Cash - 2007: für das Videoalbum Live at Montreux 1994 - Vereinigtes Königreich - 2013: für das Album The Legend of Johnny Cash - 2025: für die Single Hurt - Vereinigte Staaten - 2003: für das Album At San Quentin - 2003: für das Album At Folsom Prison - 2016: für das Album The Essential Johnny Cash - Australien - 2014: für das Album The Essential Johnny Cash - 2017: für das Videoalbum The Best of The Johnny Cash Show - Neuseeland - 2007: für das Videoalbum The Best of The Johnny Cash Show - Australien - 2017: für das Videoalbum The Man in Black: Johnny Cash Live in Denmark - Irland - 2006: für das Album The Legend of Johnny Cash |

## Auszeichnungen nach Alben

### Ring of Fire: The Best of Johnny Cash
| Land/Region               | Auszeichnungen für Musikverkäufe (Land/Region, Auszeichnung, Verkäufe) | Verkäufe |
| ------------------------- | ---------------------------------------------------------------------- | -------- |
| Vereinigte Staaten (RIAA) | Gold                                                                   | 500.000  |
| Insgesamt                 | 1× Gold ·                                                              | 500.000  |

### I Walk the Line
| Land/Region                  | Auszeichnungen für Musikverkäufe (Land/Region, Auszeichnung, Verkäufe) | Verkäufe |
| ---------------------------- | ---------------------------------------------------------------------- | -------- |
| Vereinigte Staaten (RIAA)    | Gold                                                                   | 500.000  |
| Vereinigtes Königreich (BPI) | Silber                                                                 | 60.000   |
| Insgesamt                    | 1× Silber · 1× Gold ·                                                  | 560.000  |

### Johnny Cash’s Greatest Hits
| Land/Region               | Auszeichnungen für Musikverkäufe (Land/Region, Auszeichnung, Verkäufe) | Verkäufe  |
| ------------------------- | ---------------------------------------------------------------------- | --------- |
| Kanada (MC)               | Platin                                                                 | 100.000   |
| Vereinigte Staaten (RIAA) | 2× Platin                                                              | 2.000.000 |
| Insgesamt                 | 2× Platin ·                                                            | 2.100.000 |

### Folsom Prison Blues
| Land/Region                  | Auszeichnungen für Musikverkäufe (Land/Region, Auszeichnung, Verkäufe) | Verkäufe |
| ---------------------------- | ---------------------------------------------------------------------- | -------- |
| Vereinigtes Königreich (BPI) | Silber                                                                 | 60.000   |
| Insgesamt                    | 1× Silber ·                                                            | 60.000   |

### At Folsom Prison
| Land/Region                  | Auszeichnungen für Musikverkäufe (Land/Region, Auszeichnung, Verkäufe) | Verkäufe  |
| ---------------------------- | ---------------------------------------------------------------------- | --------- |
| Irland (IRMA)                | Gold                                                                   | 7.500     |
| Kanada (MC)                  | Platin                                                                 | 100.000   |
| Vereinigte Staaten (RIAA)    | 3× Platin                                                              | 3.000.000 |
| Vereinigtes Königreich (BPI) | Gold                                                                   | 100.000   |
| Insgesamt                    | 2× Gold · 4× Platin ·                                                  | 3.207.500 |

### At San Quentin
| Land/Region                  | Auszeichnungen für Musikverkäufe (Land/Region, Auszeichnung, Verkäufe) | Verkäufe  |
| ---------------------------- | ---------------------------------------------------------------------- | --------- |
| Australien (ARIA)            | Platin                                                                 | 70.000    |
| Irland (IRMA)                | Gold                                                                   | 7.500     |
| Kanada (MC)                  | Platin                                                                 | 100.000   |
| Schweden (IFPI)              | Platin                                                                 | 130.000   |
| Vereinigte Staaten (RIAA)    | 3× Platin                                                              | 3.000.000 |
| Vereinigtes Königreich (BPI) | Gold                                                                   | 100.000   |
| Insgesamt                    | 2× Gold · 6× Platin ·                                                  | 3.407.500 |

### Hello, I’m Johnny Cash
| Land/Region               | Auszeichnungen für Musikverkäufe (Land/Region, Auszeichnung, Verkäufe) | Verkäufe |
| ------------------------- | ---------------------------------------------------------------------- | -------- |
| Vereinigte Staaten (RIAA) | Gold                                                                   | 500.000  |
| Insgesamt                 | 1× Gold ·                                                              | 500.000  |

### The World of Johnny Cash
| Land/Region               | Auszeichnungen für Musikverkäufe (Land/Region, Auszeichnung, Verkäufe) | Verkäufe |
| ------------------------- | ---------------------------------------------------------------------- | -------- |
| Vereinigte Staaten (RIAA) | Gold                                                                   | 500.000  |
| Insgesamt                 | 1× Gold ·                                                              | 500.000  |

### The Johnny Cash Show
| Land/Region               | Auszeichnungen für Musikverkäufe (Land/Region, Auszeichnung, Verkäufe) | Verkäufe |
| ------------------------- | ---------------------------------------------------------------------- | -------- |
| Vereinigte Staaten (RIAA) | Gold                                                                   | 500.000  |
| Insgesamt                 | 1× Gold ·                                                              | 500.000  |

### The Johnny Cash Collection: Greatest Hits Volume II
| Land/Region               | Auszeichnungen für Musikverkäufe (Land/Region, Auszeichnung, Verkäufe) | Verkäufe  |
| ------------------------- | ---------------------------------------------------------------------- | --------- |
| Vereinigte Staaten (RIAA) | Platin                                                                 | 1.000.000 |
| Insgesamt                 | 1× Platin ·                                                            | 1.000.000 |

### Collection
| Land/Region                  | Auszeichnungen für Musikverkäufe (Land/Region, Auszeichnung, Verkäufe) | Verkäufe |
| ---------------------------- | ---------------------------------------------------------------------- | -------- |
| Vereinigtes Königreich (BPI) | Gold                                                                   | 100.000  |
| Insgesamt                    | 1× Gold ·                                                              | 100.000  |

### Highwayman
| Land/Region               | Auszeichnungen für Musikverkäufe (Land/Region, Auszeichnung, Verkäufe) | Verkäufe  |
| ------------------------- | ---------------------------------------------------------------------- | --------- |
| Vereinigte Staaten (RIAA) | Platin                                                                 | 1.000.000 |
| Insgesamt                 | 1× Platin ·                                                            | 1.000.000 |

### The Very Best of Johnny Cash
| Land/Region               | Auszeichnungen für Musikverkäufe (Land/Region, Auszeichnung, Verkäufe) | Verkäufe |
| ------------------------- | ---------------------------------------------------------------------- | -------- |
| Australien (ARIA)         | Gold                                                                   | 35.000   |
| Deutschland (BVMI)        | Gold                                                                   | 100.000  |
| Vereinigte Staaten (RIAA) | Gold                                                                   | 500.000  |
| Insgesamt                 | 3× Gold ·                                                              | 635.000  |

### Super Hits
| Land/Region               | Auszeichnungen für Musikverkäufe (Land/Region, Auszeichnung, Verkäufe) | Verkäufe  |
| ------------------------- | ---------------------------------------------------------------------- | --------- |
| Vereinigte Staaten (RIAA) | Platin                                                                 | 1.000.000 |
| Insgesamt                 | 1× Platin ·                                                            | 1.000.000 |

### 16 Biggest Hits
| Land/Region               | Auszeichnungen für Musikverkäufe (Land/Region, Auszeichnung, Verkäufe) | Verkäufe  |
| ------------------------- | ---------------------------------------------------------------------- | --------- |
| Vereinigte Staaten (RIAA) | 2× Platin                                                              | 2.000.000 |
| Insgesamt                 | 2× Platin ·                                                            | 2.000.000 |

### American Recordings
| Land/Region                  | Auszeichnungen für Musikverkäufe (Land/Region, Auszeichnung, Verkäufe) | Verkäufe |
| ---------------------------- | ---------------------------------------------------------------------- | -------- |
| Vereinigtes Königreich (BPI) | Silber                                                                 | 60.000   |
| Insgesamt                    | 1× Silber ·                                                            | 60.000   |

### American III: Solitary Man
| Land/Region                  | Auszeichnungen für Musikverkäufe (Land/Region, Auszeichnung, Verkäufe) | Verkäufe |
| ---------------------------- | ---------------------------------------------------------------------- | -------- |
| Vereinigtes Königreich (BPI) | Silber                                                                 | 60.000   |
| Insgesamt                    | 1× Silber ·                                                            | 60.000   |

### American IV: The Man Comes Around
| Land/Region                  | Auszeichnungen für Musikverkäufe (Land/Region, Auszeichnung, Verkäufe) | Verkäufe  |
| ---------------------------- | ---------------------------------------------------------------------- | --------- |
| Deutschland (BVMI)           | Platin                                                                 | (300.000) |
| Europa (IFPI)                | Platin                                                                 | 1.000.000 |
| Kanada (MC)                  | Platin                                                                 | 100.000   |
| Schweden (IFPI)              | Gold                                                                   | (40.000)  |
| Vereinigte Staaten (RIAA)    | Platin                                                                 | 1.000.000 |
| Vereinigtes Königreich (BPI) | Platin                                                                 | (300.000) |
| Insgesamt                    | 1× Gold · 5× Platin ·                                                  | 2.100.000 |

### The Essential Johnny Cash
| Land/Region                  | Auszeichnungen für Musikverkäufe (Land/Region, Auszeichnung, Verkäufe) | Verkäufe  |
| ---------------------------- | ---------------------------------------------------------------------- | --------- |
| Australien (ARIA)            | 4× Platin                                                              | 280.000   |
| Kanada (MC)                  | 2× Platin                                                              | 200.000   |
| Neuseeland (RMNZ)            | Platin                                                                 | 20.000    |
| Norwegen (IFPI)              | Gold                                                                   | 20.000    |
| Vereinigte Staaten (RIAA)    | 3× Platin                                                              | 3.000.000 |
| Vereinigtes Königreich (BPI) | Gold                                                                   | 100.000   |
| Insgesamt                    | 2× Gold · 10× Platin ·                                                 | 3.620.000 |

### Unearthed
| Land/Region               | Auszeichnungen für Musikverkäufe (Land/Region, Auszeichnung, Verkäufe) | Verkäufe |
| ------------------------- | ---------------------------------------------------------------------- | -------- |
| Vereinigte Staaten (RIAA) | Gold                                                                   | 500.000  |
| Insgesamt                 | 1× Gold ·                                                              | 500.000  |

### The Legend Lives On
| Land/Region                  | Auszeichnungen für Musikverkäufe (Land/Region, Auszeichnung, Verkäufe) | Verkäufe |
| ---------------------------- | ---------------------------------------------------------------------- | -------- |
| Vereinigte Staaten (RIAA)    | Gold                                                                   | 500.000  |
| Vereinigtes Königreich (BPI) | Silber                                                                 | 60.000   |
| Insgesamt                    | 1× Silber · 1× Gold ·                                                  | 560.000  |

### Walking the Line: The Legendary Sun Recordings
| Land/Region                  | Auszeichnungen für Musikverkäufe (Land/Region, Auszeichnung, Verkäufe) | Verkäufe |
| ---------------------------- | ---------------------------------------------------------------------- | -------- |
| Vereinigtes Königreich (BPI) | Gold                                                                   | 100.000  |
| Insgesamt                    | 1× Gold ·                                                              | 100.000  |

### The Legendary
| Land/Region                  | Auszeichnungen für Musikverkäufe (Land/Region, Auszeichnung, Verkäufe) | Verkäufe |
| ---------------------------- | ---------------------------------------------------------------------- | -------- |
| Vereinigtes Königreich (BPI) | Silber                                                                 | 60.000   |
| Insgesamt                    | 1× Silber ·                                                            | 60.000   |

### The Legend of Johnny Cash
| Land/Region                  | Auszeichnungen für Musikverkäufe (Land/Region, Auszeichnung, Verkäufe) | Verkäufe  |
| ---------------------------- | ---------------------------------------------------------------------- | --------- |
| Australien (ARIA)            | Gold                                                                   | 35.000    |
| Europa (IFPI)                | Platin                                                                 | 1.000.000 |
| Irland (IRMA)                | 5× Platin                                                              | (75.000)  |
| Neuseeland (RMNZ)            | Platin                                                                 | 15.000    |
| Vereinigte Staaten (RIAA)    | 2× Platin                                                              | 2.000.000 |
| Vereinigtes Königreich (BPI) | 2× Platin                                                              | (600.000) |
| Insgesamt                    | 1× Gold · 11× Platin ·                                                 | 3.050.000 |

### At Folsom Prison / At San Quentin – The 2 Classic Prison Concerts
| Land/Region                  | Auszeichnungen für Musikverkäufe (Land/Region, Auszeichnung, Verkäufe) | Verkäufe |
| ---------------------------- | ---------------------------------------------------------------------- | -------- |
| Vereinigtes Königreich (BPI) | Gold                                                                   | 100.000  |
| Insgesamt                    | 1× Gold ·                                                              | 100.000  |

### American V: A Hundred Highways
| Land/Region                  | Auszeichnungen für Musikverkäufe (Land/Region, Auszeichnung, Verkäufe) | Verkäufe |
| ---------------------------- | ---------------------------------------------------------------------- | -------- |
| Dänemark (IFPI)              | Gold                                                                   | 20.000   |
| Deutschland (BVMI)           | Gold                                                                   | 100.000  |
| Irland (IRMA)                | Platin                                                                 | 15.000   |
| Kanada (MC)                  | Gold                                                                   | 50.000   |
| Vereinigte Staaten (RIAA)    | Gold                                                                   | 500.000  |
| Vereinigtes Königreich (BPI) | Gold                                                                   | 100.000  |
| Insgesamt                    | 5× Gold · 1× Platin ·                                                  | 785.000  |

### Walk the Line – The Very Best of Johnny Cash
| Land/Region                  | Auszeichnungen für Musikverkäufe (Land/Region, Auszeichnung, Verkäufe) | Verkäufe |
| ---------------------------- | ---------------------------------------------------------------------- | -------- |
| Neuseeland (RMNZ)            | Gold                                                                   | 7.500    |
| Vereinigtes Königreich (BPI) | Gold                                                                   | 100.000  |
| Insgesamt                    | 2× Gold ·                                                              | 107.500  |

### The Ultimate Collection
| Land/Region                  | Auszeichnungen für Musikverkäufe (Land/Region, Auszeichnung, Verkäufe) | Verkäufe |
| ---------------------------- | ---------------------------------------------------------------------- | -------- |
| Vereinigtes Königreich (BPI) | Silber                                                                 | 60.000   |
| Insgesamt                    | 1× Silber ·                                                            | 60.000   |

### The Man in Black – His Greatest Hits
| Land/Region                  | Auszeichnungen für Musikverkäufe (Land/Region, Auszeichnung, Verkäufe) | Verkäufe |
| ---------------------------- | ---------------------------------------------------------------------- | -------- |
| Vereinigtes Königreich (BPI) | Silber                                                                 | 60.000   |
| Insgesamt                    | 1× Silber ·                                                            | 60.000   |

### The Real Johnny Cash
| Land/Region                  | Auszeichnungen für Musikverkäufe (Land/Region, Auszeichnung, Verkäufe) | Verkäufe |
| ---------------------------- | ---------------------------------------------------------------------- | -------- |
| Italien (FIMI)               | Gold                                                                   | 25.000   |
| Vereinigtes Königreich (BPI) | Gold                                                                   | 100.000  |
| Insgesamt                    | 2× Gold ·                                                              | 125.000  |

### The Rebel
| Land/Region                  | Auszeichnungen für Musikverkäufe (Land/Region, Auszeichnung, Verkäufe) | Verkäufe |
| ---------------------------- | ---------------------------------------------------------------------- | -------- |
| Vereinigtes Königreich (BPI) | Gold                                                                   | 100.000  |
| Insgesamt                    | 1× Gold ·                                                              | 100.000  |

### American VI: Ain’t No Grave
| Land/Region                  | Auszeichnungen für Musikverkäufe (Land/Region, Auszeichnung, Verkäufe) | Verkäufe |
| ---------------------------- | ---------------------------------------------------------------------- | -------- |
| Dänemark (IFPI)              | Platin                                                                 | 20.000   |
| Vereinigtes Königreich (BPI) | Silber                                                                 | 60.000   |
| Insgesamt                    | 1× Silber · 1× Platin ·                                                | 80.000   |

### Opus Collection
| Land/Region                  | Auszeichnungen für Musikverkäufe (Land/Region, Auszeichnung, Verkäufe) | Verkäufe |
| ---------------------------- | ---------------------------------------------------------------------- | -------- |
| Vereinigtes Königreich (BPI) | Gold                                                                   | 100.000  |
| Insgesamt                    | 1× Gold ·                                                              | 100.000  |

### Out Among the Stars
| Land/Region                  | Auszeichnungen für Musikverkäufe (Land/Region, Auszeichnung, Verkäufe) | Verkäufe |
| ---------------------------- | ---------------------------------------------------------------------- | -------- |
| Schweiz (IFPI)               | Gold                                                                   | 15.000   |
| Vereinigtes Königreich (BPI) | Silber                                                                 | 60.000   |
| Insgesamt                    | 1× Silber · 1× Gold ·                                                  | 75.000   |

### Johnny Cash and the Royal Philharmonic Orchestra
| Land/Region                  | Auszeichnungen für Musikverkäufe (Land/Region, Auszeichnung, Verkäufe) | Verkäufe |
| ---------------------------- | ---------------------------------------------------------------------- | -------- |
| Vereinigtes Königreich (BPI) | Silber                                                                 | 60.000   |
| Insgesamt                    | 1× Silber · 1× Gold ·                                                  | 60.000   |

## Auszeichnungen nach Singles

### I Walk the Line
| Land/Region                  | Auszeichnungen für Musikverkäufe (Land/Region, Auszeichnung, Verkäufe) | Verkäufe |
| ---------------------------- | ---------------------------------------------------------------------- | -------- |
| Neuseeland (RMNZ)            | Platin                                                                 | 30.000   |
| Vereinigtes Königreich (BPI) | Gold                                                                   | 400.000  |
| Insgesamt                    | 1× Gold · 1× Platin ·                                                  | 430.000  |

### Ring of Fire
| Land/Region                  | Auszeichnungen für Musikverkäufe (Land/Region, Auszeichnung, Verkäufe) | Verkäufe  |
| ---------------------------- | ---------------------------------------------------------------------- | --------- |
| Neuseeland (RMNZ)            | Platin                                                                 | 30.000    |
| Vereinigte Staaten (RIAA)    | Gold                                                                   | 1.000.000 |
| Vereinigtes Königreich (BPI) | Platin                                                                 | 600.000   |
| Insgesamt                    | 1× Gold · 2× Platin ·                                                  | 1.630.000 |

### Jackson
| Land/Region                  | Auszeichnungen für Musikverkäufe (Land/Region, Auszeichnung, Verkäufe) | Verkäufe |
| ---------------------------- | ---------------------------------------------------------------------- | -------- |
| Neuseeland (RMNZ)            | Gold                                                                   | 15.000   |
| Vereinigtes Königreich (BPI) | Silber                                                                 | 200.000  |
| Insgesamt                    | 1× Silber · 1× Gold ·                                                  | 215.000  |

### Folsom Prison Blues
| Land/Region                  | Auszeichnungen für Musikverkäufe (Land/Region, Auszeichnung, Verkäufe) | Verkäufe |
| ---------------------------- | ---------------------------------------------------------------------- | -------- |
| Neuseeland (RMNZ)            | Platin                                                                 | 30.000   |
| Vereinigtes Königreich (BPI) | Gold                                                                   | 400.000  |
| Insgesamt                    | 1× Gold · 1× Platin ·                                                  | 430.000  |

### A Boy Named Sue
| Land/Region                  | Auszeichnungen für Musikverkäufe (Land/Region, Auszeichnung, Verkäufe) | Verkäufe  |
| ---------------------------- | ---------------------------------------------------------------------- | --------- |
| Neuseeland (RMNZ)            | Gold                                                                   | 15.000    |
| Vereinigte Staaten (RIAA)    | Gold                                                                   | 1.000.000 |
| Vereinigtes Königreich (BPI) | Silber                                                                 | 200.000   |
| Insgesamt                    | 1× Silber · 2× Gold ·                                                  | 1.215.000 |

### The Man Comes Around
| Land/Region                  | Auszeichnungen für Musikverkäufe (Land/Region, Auszeichnung, Verkäufe) | Verkäufe |
| ---------------------------- | ---------------------------------------------------------------------- | -------- |
| Vereinigtes Königreich (BPI) | Silber                                                                 | 200.000  |
| Insgesamt                    | 1× Silber ·                                                            | 200.000  |

### Hurt
| Land/Region                  | Auszeichnungen für Musikverkäufe (Land/Region, Auszeichnung, Verkäufe) | Verkäufe  |
| ---------------------------- | ---------------------------------------------------------------------- | --------- |
| Brasilien (PMB)              | Gold                                                                   | 30.000    |
| Dänemark (IFPI)              | Gold                                                                   | 45.000    |
| Deutschland (BVMI)           | Gold                                                                   | 150.000   |
| Italien (FIMI)               | Gold                                                                   | 25.000    |
| Neuseeland (RMNZ)            | 2× Platin                                                              | 60.000    |
| Spanien (Promusicae)         | Gold                                                                   | 30.000    |
| Vereinigte Staaten (RIAA)    | Gold (Single) · + 2× Platin (Videosingle)                              | 600.000   |
| Vereinigtes Königreich (BPI) | 2× Platin                                                              | 1.200.000 |
| Insgesamt                    | 6× Gold · 5× Platin ·                                                  | 2.095.000 |

### God’s Gonna Cut You Down
| Land/Region                  | Auszeichnungen für Musikverkäufe (Land/Region, Auszeichnung, Verkäufe) | Verkäufe |
| ---------------------------- | ---------------------------------------------------------------------- | -------- |
| Neuseeland (RMNZ)            | Gold                                                                   | 15.000   |
| Vereinigtes Königreich (BPI) | Silber                                                                 | 200.000  |
| Insgesamt                    | 1× Silber · 1× Gold ·                                                  | 215.000  |

## Auszeichnungen nach Videoalben

### Gospel Music of Johnny Cash
| Land/Region               | Auszeichnungen für Musikverkäufe (Land/Region, Auszeichnung, Verkäufe) | Verkäufe |
| ------------------------- | ---------------------------------------------------------------------- | -------- |
| Vereinigte Staaten (RIAA) | Gold                                                                   | 50.000   |
| Insgesamt                 | 1× Gold ·                                                              | 50.000   |

### The Best of The Johnny Cash Show
| Land/Region               | Auszeichnungen für Musikverkäufe (Land/Region, Auszeichnung, Verkäufe) | Verkäufe |
| ------------------------- | ---------------------------------------------------------------------- | -------- |
| Australien (ARIA)         | 4× Platin                                                              | 60.000   |
| Neuseeland (RMNZ)         | 4× Platin                                                              | 20.000   |
| Vereinigte Staaten (RIAA) | Platin                                                                 | 100.000  |
| Insgesamt                 | 9× Platin ·                                                            | 180.000  |

### Behind Prison Walls – Live 1977
| Land/Region | Auszeichnungen für Musikverkäufe (Land/Region, Auszeichnung, Verkäufe) | Verkäufe |
| ----------- | ---------------------------------------------------------------------- | -------- |
| Kanada (MC) | Gold                                                                   | 5.000    |
| Insgesamt   | 1× Gold ·                                                              | 5.000    |

### Live at Montreux 1994
| Land/Region               | Auszeichnungen für Musikverkäufe (Land/Region, Auszeichnung, Verkäufe) | Verkäufe |
| ------------------------- | ---------------------------------------------------------------------- | -------- |
| Australien (ARIA)         | 2× Platin                                                              | 30.000   |
| Kanada (MC)               | Platin                                                                 | 10.000   |
| Neuseeland (RMNZ)         | Platin                                                                 | 5.000    |
| Vereinigte Staaten (RIAA) | 2× Platin                                                              | 200.000  |
| Insgesamt                 | 6× Platin ·                                                            | 245.000  |

### The Man, His Word, His Music
| Land/Region | Auszeichnungen für Musikverkäufe (Land/Region, Auszeichnung, Verkäufe) | Verkäufe |
| ----------- | ---------------------------------------------------------------------- | -------- |
| Kanada (MC) | Gold                                                                   | 5.000    |
| Insgesamt   | 1× Gold ·                                                              | 5.000    |

### The Man in Black: His Early Years
| Land/Region               | Auszeichnungen für Musikverkäufe (Land/Region, Auszeichnung, Verkäufe) | Verkäufe |
| ------------------------- | ---------------------------------------------------------------------- | -------- |
| Australien (ARIA)         | Gold                                                                   | 7.500    |
| Vereinigte Staaten (RIAA) | Gold                                                                   | 50.000   |
| Insgesamt                 | 2× Gold ·                                                              | 57.500   |

### Live from Austin, TX
| Land/Region | Auszeichnungen für Musikverkäufe (Land/Region, Auszeichnung, Verkäufe) | Verkäufe |
| ----------- | ---------------------------------------------------------------------- | -------- |
| Kanada (MC) | 2× Platin                                                              | 20.000   |
| Insgesamt   | 2× Platin ·                                                            | 20.000   |

### The Man in Black: Johnny Cash Live in Denmark
| Land/Region                  | Auszeichnungen für Musikverkäufe (Land/Region, Auszeichnung, Verkäufe) | Verkäufe |
| ---------------------------- | ---------------------------------------------------------------------- | -------- |
| Australien (ARIA)            | 5× Platin                                                              | 75.000   |
| Neuseeland (RMNZ)            | Gold                                                                   | 2.500    |
| Vereinigtes Königreich (BPI) | Platin                                                                 | 50.000   |
| Insgesamt                    | 1× Gold · 6× Platin ·                                                  | 127.500  |

### In Ireland
| Land/Region       | Auszeichnungen für Musikverkäufe (Land/Region, Auszeichnung, Verkäufe) | Verkäufe |
| ----------------- | ---------------------------------------------------------------------- | -------- |
| Neuseeland (RMNZ) | Gold                                                                   | 2.500    |
| Insgesamt         | 1× Gold ·                                                              | 2.500    |

### At Folsom Prison: Legacy Edition
| Land/Region       | Auszeichnungen für Musikverkäufe (Land/Region, Auszeichnung, Verkäufe) | Verkäufe |
| ----------------- | ---------------------------------------------------------------------- | -------- |
| Neuseeland (RMNZ) | Platin                                                                 | 5.000    |
| Insgesamt         | 1× Platin ·                                                            | 5.000    |

## Statistik und Quellen
| Land/RegionAuszeichnungen für Musikverkäufe (Land/Region, Auszeichnungen, Verkäufe, Quellen) | Silber       | Gold       | Platin       | Verkäufe    | Quellen                                                   |
| -------------------------------------------------------------------------------------------- | ------------ | ---------- | ------------ | ----------- | --------------------------------------------------------- |
| Australien (ARIA)                                                                            | —            | 3× Gold3   | 16× Platin16 | 597.500     | aria.com.au                                               |
| Brasilien (PMB)                                                                              | —            | Gold1      | —            | 30.000      | pro-musicabr.org.br                                       |
| Dänemark (IFPI)                                                                              | —            | 2× Gold2   | Platin1      | 85.000      | ifpi.dk                                                   |
| Deutschland (BVMI)                                                                           | —            | 3× Gold3   | Platin1      | 650.000     | musikindustrie.de                                         |
| Europa (IFPI)                                                                                | —            | —          | 2× Platin2   | (2.000.000) | ifpi.org (Memento vom 1. Januar 2014 im Internet Archive) |
| Irland (IRMA)                                                                                | —            | 2× Gold2   | 6× Platin6   | 105.000     | irishcharts.ie                                            |
| Italien (FIMI)                                                                               | —            | 2× Gold2   | —            | 50.000      | fimi.it                                                   |
| Kanada (MC)                                                                                  | —            | 3× Gold3   | 9× Platin9   | 685.000     | musiccanada.com                                           |
| Neuseeland (RMNZ)                                                                            | —            | 6× Gold6   | 13× Platin13 | 272.500     | aotearoamusiccharts.co.nz NZ2                             |
| Norwegen (IFPI)                                                                              | —            | Gold1      | —            | 20.000      | ifpi.no                                                   |
| Schweden (IFPI)                                                                              | —            | Gold1      | Platin1      | 170.000     | sverigetopplistan.se                                      |
| Schweiz (IFPI)                                                                               | —            | Gold1      | —            | 15.000      | hitparade.ch                                              |
| Spanien (Promusicae)                                                                         | —            | Gold1      | —            | 30.000      | elportaldemusica.es                                       |
| Vereinigte Staaten (RIAA)                                                                    | —            | 14× Gold14 | 26× Platin26 | 26.500.000  | riaa.com                                                  |
| Vereinigtes Königreich (BPI)                                                                 | 15× Silber15 | 12× Gold12 | 7× Platin7   | 6.110.000   | bpi.co.uk                                                 |
| Insgesamt                                                                                    | 15× Silber15 | 52× Gold52 | 82× Platin82 |             |                                                           |